# Kasztília-La Mancha zászlaja

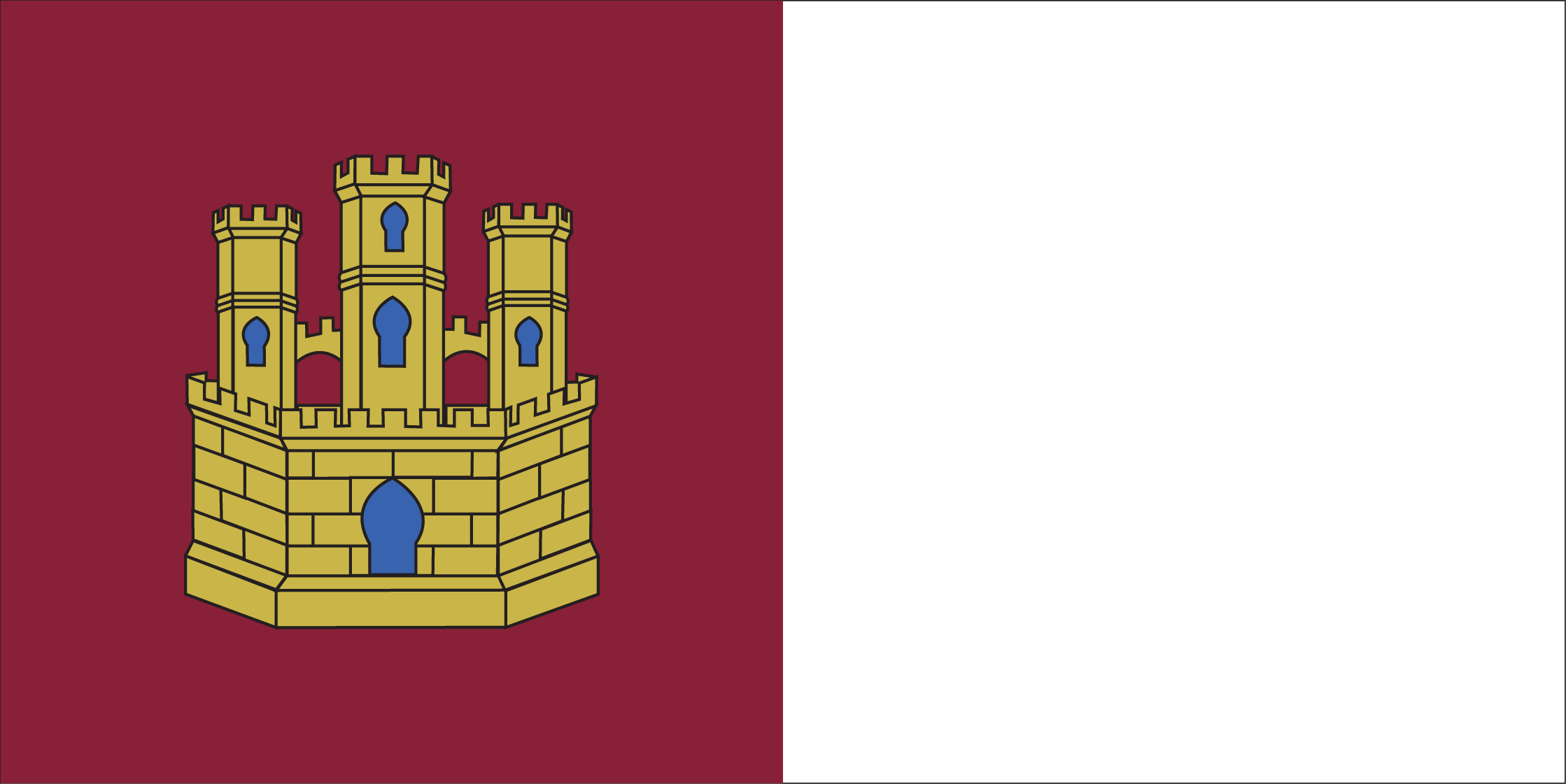
Kasztília-La Mancha zászlaja

Kasztília-La Mancha zászlaja az azonos nevű spanyol autonóm közösség jelképe, amelyet a közösség autonóm alapító szabályzata (estatuto de autonomía) állapított meg, Kasztília, León, Aragón és Navarra (CLAN) a Spanyol Királyság 4 alapítói.

## Története
Amikor már létezett a Kasztíliai-La Mancha régió, azonban még nem rendelkezett autonóm státusszal, az autonómiai alapító szabályzat kidolgozása előtt a politikai pártok, amelyek az ún. autonómiai előtörzset (ente preautonómico) alkották, a régió jelképeinek elfogadását határozták el. A jelvény tanulmányok és előterjesztések tárgya volt. Hét tervezetet bocsátottak vitára az 1980. január 11-én, Albacetében tartott kormányzógyűlésen, s végül Ramón José Maldonado La Mancha-i címertervező, történész–akadémikus tervezetét választották, akinek nevéhez fűződik a 20. század második felében Ciudad Realban elfogadott városi címerpajzsok nagy része. A végleg elfogadott javaslat az alábbi volt:
| (spanyolul) «Ramón José Maldonado Cocat, Académico correspondiente de las Reales de la Historia y de Bellas Artes de San Fernando, a petición de los partidos políticos: Unión de Centro Democrático, Alianza Popular y Partido Socialista Obrero Español, en ruego de que estudie y determine, sobre una posible bandera para la Región Manchega que recogiese en sus colores, sus orígenes históricos y su carácter como Región, tengo el honor de presentar el siguiente informe: la bandera partida (de arriba abajo, en dos tamaños, iguales. En el trozo de tela unido al asta, el escudo o Pendón de Castilla, antiguo Reino al que perteneció toda esta tierra y que es: en campo rojo carmesí el castillo de tres torres de oro mazonadas de negro (señaladas las piedras) y aclaradas (las puertas y ventanas) de azul. El segundo trozo de color blanco, en recuerdo de las Ordenes Militares de Calatrava, Santiago y San Juan, cuyas gloriosas milicias conquistaron, organizaron y administraron la tierra manchega y cuyos pendones fueron siempre blancos y blanca la Cruz de San Juan, sobre rojo; las ciudades, villas y lugares que fueron de Señorío Real, están representadas en el primer cuartel de la bandera.» | (magyarul)„Én, Ramón José Maldonado Cocat, a Spanyol Királyi Történelmi, valamint San Fernando-i Szépművészeti Akadémiák levelező akadémikusa, a politikai pártok: Demokratikus Közép Egyesülete, Népszövetség és a Spanyol Szocialista Munkáspárt kérelmére, hogy tanulmányozzam és határozzak egyfajta zászló felett La Mancha régiója számára, mely színeiben egyesíti történelmi gyökereit és régiójellegét, abban a megtiszteltetésben van részem, hogy bemutassam a következő beadványt: az osztott zászlót (felülről lefelé, két egyenlő részben). A zászlórúdhoz rögzített vászonrészen Kasztília címerpajzsa, a régi királyságé, amelyhez ez az egész föld tartozott, és a következőképpen fest: kárminvörös alapon a háromtornyú vár az arany színében feketével fugázva (a köveket jelölve) és kiemelve (a kapuk és az ablakok) kékkel. A másik, fehér színű része a Calatrava, Santiago és Szent János lovagrendek emlékére, kik dicső katonái meghódították, megszervezték és vezették La Mancha földjét, és kiknek zászlói mindig fehérek voltak és fehér Szent János keresztje is, piros alapon; a városokat, falvakat és azokat a helyeket, amelyek a királyi hatalom birtokában voltak, a zászló első címernegyede jelképezi.” |
| – Ciudad Real, 1977. december 15. | |

A zászló elfogadásáról szóló vonatkozó határozat a Közösségek Tanácsa (Junta de Comunidades) hivatalos közlönyének első számában jelent meg 1980. október 20-án.

## Külső hivatkozások
- Kasztília-La Mancha jelképei (spanyolul)
- Kasztília-La Mancha országgyűlésének honlapja (spanyolul)